# Mexicana Universal 2019
Mexicana Universal 2019 fue la 2.ª edición del certamen Mexicana Universal la cual se realizó en Azteca Estudios en la Ciudad de México el domingo 23 de junio de 2019. Treinta y un candidatas de toda la República Mexicana compitieron por el título nacional, el cual fue ganado por Sofía Aragón de Jalisco quien compitió en Miss Universo 2019 en Atlanta, Estados Unidos logrando colocarse como 2.ª Finalista. Aragón fue coronada por la Mexicana Universal saliente Andrea Toscano, convirtiéndose en la sexta jalisciense en competir en Miss Universo. 
El título de Mexicana Internacional 2020 fue ganado por Yuridia Durán de Nayarit quien compitió en Miss Internacional 2022 en Japón. El título de Mexicana Hispanoamericana 2019 fue ganado por Regina Peredo de Puebla quien compitió en Reina Hispanoamericana 2019 en Bolivia donde logró coronarse como la segunda mexicana en obtener el título.
El día 6 de enero de 2020 se hizo oficial la designación de Yuridia Durán de Nayarit como Mexicana Charm 2020, esto al no tener fecha certera de la realización de Miss Internacional en ese entonces, el cual se postergó hasta finales del año 2022. Sin embargo, a los pocos meses y debido a la Pandemia de COVID-19 Miss Charm tampoco contó con fecha certera de realización, la que se postergó hasta inicios del año 2023, por lo que Yuridia Durán eligió representar a México solo en Miss Internacional 2022.
En esta edición se contó con la presencia de la Miss Internacional 2018 Mariem Velazco de Venezuela. Es la segunda edición en formato de reality show de 3 semanas y la última en ser transmitida por TV Azteca.

## Resultados

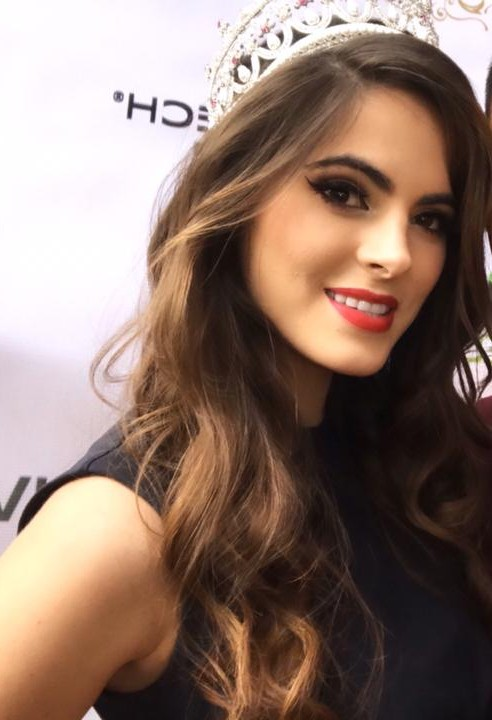
Sofía Aragón
Mexicana Universal Jalisco 2018, Mexicana Universal 2019 y 2.ª Finalista de Miss Universo 2019.

| Posición                       | Candidata |
| Mexicana Universal 2019        | - Jalisco - Sofía Aragón |
| 1.ª Finalista                  | - Nuevo León - Claudia Lozano |
| 2.ª Finalista                  | - Yucatán - Maru Nava |
| 3.ª Finalista                  | - Colima - Ángela Delgado |
| 4.ª Finalista                  | - Oaxaca - Cintya Avendaño |
| 5.ª Finalista                  | - Chiapas - Ximena Torres |
| Mexicana Internacional 2020    | - Nayarit - Yuridia Durán |
| 1.ª Finalista                  | - Chihuahua - Marissa Navarro |
| Mexicana Hispanoamericana 2019 | - Puebla - Regina Peredo |
| 1.ª Finalista                  | - Nayarit - Luz Ávila |
| Top 20                         | - Baja California - Paola Guerrero - Guanajuato - Carolina Gaona - Guerrero - Cristal Rodríguez - Michoacán - Diana Martínez - Morelos - Samantha Ortega - Querétaro - Carolina Martínez - San Luis Potosí - Aurora Mancilla - Sinaloa - Rubí Pérez - Tabasco - Raquel Romero - Veracruz - Miriam Carballo |

### Premios Especiales
| Premio                      | Candidata                     |
| Miss Digital                | - Chiapas - Ximena Torres     |
| Miss Fotogénica             | - Nayarit - Yuridia Durán     |
| Camino al Éxito Andrea      | - Nuevo León - Claudia Lozano |
| Mejor Vestido de Noche      | - Jalisco - Sofía Aragón      |
| Cabellera Salerm Cosmetics  | - Puebla - Regina Peredo      |
| Model New York Fashion Week | - Sinaloa - Rubí Pérez        |

### Jurado
- Beatriz Calles - Directora General de Fashion Week México
- María Luisa Simón - Diseñadora de Imagen
- Laura Ruvalcaba - Directora de Brand Investigation
- Inés Sainz - Periodista de Deportes, Presentadora de TV y Modelo

## Áreas de competencia

#### Primera Gala (Presentación)
- Fecha de emisión: 9 de junio de 2019
- Artistas Invitados: La Sonora Santanera y Nadia

#### Segunda Gala (Semifinal)
- Fecha de emisión: 16 de junio de 2019
- Salvadas por los jueces: Baja California, Guerrero, Michoacán, Querétaro (Designada).
- Salvadas por el público: Chiapas, Chihuahua, Colima, Guanajuato, Jalisco, Morelos, Nayarit, Nayarit (Designada), Nuevo León, Oaxaca, Puebla, San Luis Potosí, Sinaloa (Designada), Tabasco, Veracruz, Yucatán.
- Eliminadas: Aguascalientes, Baja California Sur, Ciudad de México, Durango, Estado de México, Hidalgo, Querétaro, Sinaloa, Sonora, Tamaulipas, Zacatecas.
- Artistas Invitados: Yahir, Reyli Barba

#### Tercera Gala (Final)
- Fecha de emisión: 23 de junio de 2019
- Mexicana Universal: Jalisco.
- Mexicana Internacional: Nayarit.
- Mexicana Hispanoamericana: Puebla.
- Eliminadas: Baja California, Guanajuato, Guerrero, Michoacán, Morelos, Querétaro, San Luis Potosí, Sinaloa, Tabasco, Veracruz
- Artistas Invitados: Pablo Montero, Mariana Seoane, Fabulosos 90, Mau & Ricky.

### Progreso de la Competencia
| Semifinalistas | Finalistas | Suplentes | Ganadoras |

| Semana de Presentación (-) | Salvada por los Jueces | Salvada por el Público | Eliminada |

| Etapa:                    | Etapa:                                  | Galas     | Galas      | Galas         |
| Semana:                   | Semana:                                 | 1 9 junio | 2 16 junio | 3 23 junio    |
| Lugar                     | Candidata                               | Resultado | Resultado  | Resultado     |
| Mexicana Universal        | Jalisco - Sofía Aragón                  | -         | Salvada    | Ganadora      |
| Suplente                  | Nuevo León - Claudia Lozano             | -         | Salvada    | 1.ª Finalista |
| Mexicana Internacional    | Nayarit - Yuridia Durán                 | -         | Salvada    | Ganadora      |
| Suplente                  | Chihuahua - Marissa Navarro             | -         | Salvada    | 1.ª Finalista |
| Mexicana Hispanoamericana | Puebla - Regina Peredo                  | -         | Salvada    | Ganadora      |
| Suplente                  | Nayarit - Luz Ávila                     | -         | Salvada    | 1.ª Finalista |
| Top 10                    | Yucatán - Maru Nava                     | -         | Salvada    | 2.ª Finalista |
| Top 10                    | Colima - Ángela Delgado                 | -         | Salvada    | 3.ª Finalista |
| Top 10                    | Oaxaca - Cintya Avendaño                | -         | Salvada    | 4.ª Finalista |
| Top 10                    | Chiapas - Ximena Torres                 | -         | Salvada    | 5.ª Finalista |
| Top 20                    | Baja California - Paola Guerrero        | -         | Salvada    | Eliminada     |
| Top 20                    | Guanajuato - Carolina Gaona             | -         | Salvada    | Eliminada     |
| Top 20                    | Guerrero - Cristal Rodríguez            | -         | Salvada    | Eliminada     |
| Top 20                    | Michoacán - Diana Martínez              | -         | Salvada    | Eliminada     |
| Top 20                    | Morelos - Samantha Ortega               | -         | Salvada    | Eliminada     |
| Top 20                    | Querétaro - Carolina Martínez           | -         | Salvada    | Eliminada     |
| Top 20                    | San Luis Potosí - Aurora Mancilla       | -         | Salvada    | Eliminada     |
| Top 20                    | Sinaloa - Rubí Pérez                    | -         | Salvada    | Eliminada     |
| Top 20                    | Tabasco - Raquel Romero                 | -         | Salvada    | Eliminada     |
| Top 20                    | Veracruz - Miriam Carballo              | -         | Salvada    | Eliminada     |
| Top 31                    | Aguascalientes - Daniela Landín         | -         | Eliminada  |               |
| Top 31                    | Baja California Sur - Melissa Tiscareño | -         | Eliminada  |               |
| Top 31                    | Ciudad de México - Mirabai Schönburg    | -         | Eliminada  |               |
| Top 31                    | Durango - Wendolin Chávez               | -         | Eliminada  |               |
| Top 31                    | Estado de México - Arantxa Ceceña       | -         | Eliminada  |               |
| Top 31                    | Hidalgo - Marili Vázquez                | -         | Eliminada  |               |
| Top 31                    | Querétaro - Sofía Duque                 | -         | Eliminada  |               |
| Top 31                    | Sinaloa - Carla Sánchez                 | -         | Eliminada  |               |
| Top 31                    | Sonora - Marcela Castillo               | -         | Eliminada  |               |
| Top 31                    | Tamaulipas - Lucía Rivera               | -         | Eliminada  |               |
| Top 31                    | Zacatecas - Itza Serna                  | -         | Eliminada  |               |

## Candidatas
| Estado              | Candidata                          | Edad | Estatura | Residencia             |
| Aguascalientes      | Martha Daniela Landín Camarillo    | 23   | 1.81     | Aguascalientes         |
| Baja California     | Hilda Paola Guerrero Serrano       | 26   | 1.70     | Mexicali               |
| Baja California Sur | Melissa Tiscareño Antuna           | 24   | 1.76     | La Paz                 |
| Chiapas             | Ximena Torres Ochoa                | 22   | 1.70     | Tuxtla Gutiérrez       |
| Chihuahua           | Marissa Angélica Navarro Meza      | 25   | 1.70     | Ciudad Juárez          |
| Ciudad de México    | Mirabai Cecilia Schönburg Othon    | 21   | 1.70     | Ciudad de México       |
| Colima              | Ángela Margarita Delgado Hernández | 21   | 1.73     | Tecomán                |
| Durango             | Wendolin Esmeralda Chávez Martínez | 25   | 1.74     | Santiago Papasquiaro   |
| Estado de México    | Arantxa Ceceña Romero              | 22   | 1.71     | Otzolotepec            |
| Guanajuato          | Ana Carolina Gaona Camarena        | 20   | 1.71     | Irapuato               |
| Guerrero            | Cristal Iveth Rodríguez Urquiza    | 22   | 1.72     | Cutzamala              |
| Hidalgo             | Marili Vázquez Olguín              | 24   | 1.77     | Ixmiquilpan            |
| Jalisco             | Sofía Montserrat Aragón Torres     | 25   | 1.74     | Zapopan                |
| Michoacán           | Diana Martínez Lagunas             | 23   | 1.74     | Nueva Italia           |
| Morelos             | Cynthia Samantha Ortega Bahena     | 23   | 1.70     | Cuernavaca             |
| Nayarit             | Yuridia del Carmen Peña Durán      | 20   | 1.74     | Ahuacatlán             |
| Nayarit             | Luz Alejandra Ávila Varela         | 20   | 1.73     | Tepic                  |
| Nuevo León          | Claudia Lozano Domínguez           | 26   | 1.81     | San Pedro Garza García |
| Oaxaca              | Cintya Karen Avendaño Bamaca       | 23   | 1.79     | Oaxaca                 |
| Puebla              | Regina Peredo Gutiérrez            | 20   | 1.73     | Puebla                 |
| Querétaro           | Karla Sofía Duque Jáuregui         | 26   | 1.73     | Querétaro              |
| Querétaro           | Carolina Martínez Orozco           | 25   | 1.80     | Querétaro              |
| San Luis Potosí     | Aurora Mancilla Castro             | 23   | 1.73     | San Luis Potosí        |
| Sinaloa             | Carla Mariant Sánchez González     | 24   | 1.74     | Mocorito               |
| Sinaloa             | Alejandra Rubí Pérez López         | 21   | 1.78     | Culiacán               |
| Sonora              | Marcela Castillo Orduño            | 20   | 1.77     | Hermosillo             |
| Tabasco             | Raquel Guadalupe Romero Hernández  | 23   | 1.75     | Comalcalco             |
| Tamaulipas          | Diana Lucía Rivera de León         | 24   | 1.70     | Tampico                |
| Veracruz            | Miriam Alejandra Carballo Gallardo | 24   | 1.75     | Boca del Río           |
| Yucatán             | María Eugenia "Maru" Nava del Río  | 22   | 1.78     | Mérida                 |
| Zacatecas           | Itza Xunely Serna Salazar          | 23   | 1.69     | Jalpa                  |

## Sobre los Estados en Mexicana Universal 2019

### Estados designados a la competencia
- Jalisco - Sofía Aragón (Posteriormente reina titular Mexicana Universal Jalisco 2018)
- Nayarit - Luz Ávila
- Querétaro - Carolina Martínez
- Sinaloa - Rubí Pérez

### Estados que se retiran de la competencia
- Campeche
- Coahuila
- Jalisco - Dorothy Sutherland fue descalificada de la competencia al no presentarse el día de llegada a la concentración nacional, así mismo se anunció su destitución como reina estatal y se hizo el nombramiento de Sofía Aragón como reina titular.[33]
- Quintana Roo
- Tlaxcala

## Crossovers
| Miss Universo - 2019: Jalisco - Sofía Aragón (2.ª Finalista) Miss Internacional - 2022: Nayarit - Yuridia Durán Miss Tierra - 2023: Aguascalientes - Daniela Landín Miss Charm - 2020: Nayarit - Yuridia Durán (No Compitió) Reina Hispanoamericana - 2019: Puebla - Regina Peredo (Ganadora) Miss Tourism Universal - 2016: Tamaulipas - Lucía Rivera (No Compitió) Elite Model Look International - 2009: Nuevo León - Claudia Lozano Miss Teenager - 2015: Sinaloa - Rubí Pérez (Miss Teenager Earth/4.ª Finalista) Miss Teen International H2O Ambassador - 2015: Sinaloa - Rubí Pérez (Top 6) Miss Universe Mexico - 2024: Aguascalientes - Daniela Landín Miss Earth México - 2023: Aguascalientes - Daniela Landín (Ganadora) - 2018: Sinaloa - Rubí Pérez (Miss Earth México-Fire) - 2015: Tamaulipas - Lucía Rivera (Top 15) Miss Latina México - 2017: Michoacán - Diana Martínez (Top 10) Reina Turismo México - 2017: San Luis Potosí - Aurora Mancilla (Ganadora) Miss Belleza Turismo México - 2016: Guerrero - Cristal Rodríguez (Ganadora) Miss Mesoamérica México - 2018: Chiapas - Ximena Torres (Top 6) Elite Model Look México - 2009: Nuevo León - Claudia Lozano (Ganadora) La Flor más Bella del Campo - 2017: Guerrero - Cristal Rodríguez - 2014: Michoacán - Diana Martínez Reina de Folclore México - 2016: Sinaloa - Rubí Pérez (1.ª Princesa) Miss Globe México - 2017: Sonora - Marcela Castillo (Miss Teen Globe) Miss Teenager México - 2015: Sinaloa - Rubí Pérez (Designada) Miss Teen International H2O Ambassador México - 2015: Sinaloa - Rubí Pérez (Designada) Mexicana Universal Jalisco - 2018: Jalisco - Sofía Aragón (2.ª Finalista) Mexicana Universal Michoacán - 2017: Michoacán - Diana Martínez (1.ª Finalista) Mexicana Universal Nayarit - 2018: Nayarit - Luz Avila (1.ª Finalista) Mexicana Universal Querétaro - 2018: Querétaro - Carolina Martínez (2.ª Finalista) - 2017: Querétaro - Sofía Duque (1.ª Finalista) Mexicana Universal Sinaloa - 2018: Sinaloa - Rubí Pérez (1.ª Finalista) Mexicana Universal Tabasco - 2017: Tabasco - Raquel Romero (1.ª Finalista) Nuestra Belleza Baja California - 2014: Baja California - Paola Guerrero (3.ª Finalista) Nuestra Belleza Baja California Sur - 2015: Baja California Sur - Melissa Tiscareño (1.ª Finalista) Nuestra Belleza Chihuahua - 2014: Chihuahua - Marissa Navarro Nuestra Belleza Michoacán - 2016: Michoacán - Diana Martínez | Nuestra Belleza Nuevo León - 2014: Nuevo León - Claudia Lozano - 2013: Nuevo León - Claudia Lozano Nuestra Belleza Oaxaca - 2016: Oaxaca - Cintya Avendaño Nuestra Belleza Tabasco - 2016: Tabasco - Raquel Romero Nuestra Belleza Veracruz - 2015: Veracruz - Miriam Carballo Miss Universe Aguascalientes - 2024: Aguascalientes - Daniela Landín (Designada) Miss Jalisco - 2017: Jalisco - Sofía Aragón (2.ª Finalista) Miss Earth Aguascalientes - 2023: Aguascalientes - Daniela Landín (Designada) Miss Earth Michoacán - 2015: Michoacán - Diana Martínez Miss Earth Sinaloa - 2018: Sinaloa - Rubí Pérez (Designada) - 2017: Sinaloa - Rubí Pérez (Miss Earth Sinaloa-Water) Miss Earth Tamaulipas - 2015: Tamaulipas - Lucía Rivera (Ganadora) Miss Earth Veracruz - 2017: Veracruz - Miriam Carballo (Miss Intercontinental Veracruz) Miss Earth Zacatecas - 2016: Zacatecas - Itza Serna (Miss Earth Zacateas-Air) Miss Latina Michoacán - 2017: Michoacán - Diana Martínez (Ganadora) Reina Turismo San Luis Potosí - 2017: San Luis Potosí - Aurora Mancilla (Ganadora) Miss Belleza Turismo Guerrero - 2016: Guerrero - Cristal Rodríguez (Ganadora) Miss Mesoamérica Chiapas - 2018: Chiapas - Ximena Torres (Designada) Miss Teen Universe Michoacán - 2014: Michoacán - Diana Martínez (1.ª Finalista) Miss Globe Sonora - 2017: Sonora - Marcela Castillo (Miss Teen Sonora) La Flor más Bella del Campo Guerrero - 2017: Guerrero - Cristal Rodríguez (Ganadora) La Flor más Bella del Campo Michoacán - 2014: Michoacán - Diana Martínez (Ganadora) Reina de Folclore Sinaloa - 2016: Sinaloa - Rubí Pérez (Ganadora) Diosa Colhuacán - 2015: Sinaloa - Carla Sánchez (Ganadora) Reina de Ahuacatlán - 2017: Nayarit - Yuridia Durán (Ganadora) Reina del Baile de Embajadoras Elota - 2017: Sinaloa - Carla Sánchez (Ganadora) Reina del Club Rotario Juárez Chamizal México-USA - 2014: Chihuahua - Marissa Navarro (Designada) Reina de la Feria de Nayarit - 2018: Nayarit - Yuridia Durán (Ganadora) Reina de la Feria de San Marcos - 2018: Aguascalientes - Daniela Landín (1.ª Princesa) Reina de la Feria Ixmatkuil - 2019: Yucatán - Maru Nava - (Ganadora) Reina Expo Feria Michoacán - 2015: Michoacán - Diana Martínez (Princesa) - 2014: Michoacán - Diana Martínez (Top 12) Señorita Mundial - 2016: Baja California Sur - Melissa Tiscareño (Ganadora) Señorita Perla del Guadiana - 2017: Durango - Wendolin Chávez (Embajadora) Señorita Tierra Caliente - 2015: Guerrero - Cristal Rodríguez (Ganadora) |